# PlayStation
PlayStation (Nhật: プレイステーション Hepburn: Pureisutēshon, viết tắt thành PS) là một thương hiệu máy trò chơi bao gồm năm thiết bị chơi trò chơi điện tử tại nhà, cũng như một trung tâm media, một dịch vụ trực tuyến, một thế hệ các tay cầm trò chơi, hai thiết bị chơi trò chơi cầm tay và một điện thoại, cùng hàng loạt tạp chí. Thương hiệu này do Sony Interactive Entertainment tạo ra và sở hữu kể từ ngày 3 tháng 12 năm 1994, tính từ ngày tung ra sản phẩm PlayStation đầu tiên tại Nhật Bản.
Phiên bản đầu tiên của chuỗi sản phẩm console là sản phẩm console chơi trò chơi điện tử đầu tiên bán được 100 triệu chiếc, tính đến 9 năm 6 tháng sau khi tung ra chiếc đầu tiên. Sản phẩm tiếp theo, PlayStation 2, được đưa ra thị trường năm 2000. PlayStation 2 là console bán chạy nhất cho đến nay, bán được 155 triệu chiếc tính đến 28 tháng 12 năm 2012. Console tiếp theo, PlayStation 3, được tung ra thị trường năm 2006 và bán được hơn 80 triệu chiếc trên toàn cầu tính đến tháng 11 năm 2013. Console mới nhất, PlayStation 4, được ra mắt năm 2013, bán được 1 triệu chiếc trong vòng 24 giờ đầu tiên, trở thành console bán nhanh nhất trong lịch sử.Năm 2020, Sony phát hành Playstation 5. Những trò chơi trong Playstation 4 có thể được chơi tại Playstation 5.

## Lịch sử
PlayStation là đứa con tinh thần của Ken Kutaragi , một giám đốc điều hành của Sony , người quản lý một trong những bộ phận kỹ thuật phần cứng của công ty và sau này được mệnh danh là "Cha đẻ của PlayStation". 
Cho đến năm 1991, Sony có rất ít tham gia trực tiếp vào ngành công nghiệp trò chơi điện tử. Công ty đã cung cấp các thành phần cho các bảng điều khiển khác, chẳng hạn như chip âm thanh cho Super Famicom từ Nintendo , và điều hành một studio trò chơi điện tử, Sony Imagesoft .  Là một phần của dự án hợp tác giữa Nintendo và Sony bắt đầu từ đầu năm 1988, hai công ty đã làm việc để tạo ra phiên bản CD-ROM của Super Famicom,  mặc dù Nintendo đã phủ nhận sự tồn tại của thỏa thuận với Sony vào cuối năm vào tháng 3 năm 1991.  Tại Triển lãm Điện tử Tiêu dùng vào tháng 6 năm 1991, Sony đã tiết lộ một Super Famicom với ổ đĩa CD-ROM tích hợp kết hợp Green Bookcông nghệ hoặc CD-i, được gọi là "Play Station" (còn được gọi là SNES-CD ). Tuy nhiên, một ngày sau thông báo tại CES, Nintendo đã thông báo rằng họ sẽ phá vỡ quan hệ đối tác với Sony, thay vào đó chọn hợp tác với Philips nhưng sử dụng cùng một công nghệ.  Thỏa thuận này đã bị Nintendo phá vỡ sau khi họ không thể đi đến thỏa thuận về cách phân chia doanh thu giữa hai công ty.  Việc phá vỡ quan hệ đối tác đã khiến Chủ tịch Sony Norio Ohga tức giận , ông đã đáp trả bằng cách bổ nhiệm Kutaragi chịu trách nhiệm phát triển dự án PlayStation cho đối thủ Nintendo.
Vào thời điểm đó, các cuộc đàm phán vẫn đang diễn ra giữa Nintendo và Sony, với việc Nintendo đưa ra cho Sony một "vai trò không chơi game" liên quan đến quan hệ đối tác mới của họ với Philips. Đề xuất này nhanh chóng bị từ chối bởi Kutaragi, người đang phải đối mặt với sự chỉ trích ngày càng nhiều về công việc của mình liên quan đến việc gia nhập ngành công nghiệp trò chơi điện tử từ bên trong Sony. Các cuộc đàm phán chính thức kết thúc vào tháng 5 năm 1992 và để quyết định số phận của dự án PlayStation, một cuộc họp đã được tổ chức vào tháng 6 năm 1992, bao gồm Chủ tịch Sony Ohga, Giám đốc PlayStation Kutaragi và một số thành viên cấp cao trong hội đồng quản trị của Sony. Tại cuộc họp, Kutaragi đã công bố một hệ thống dựa trên CD-ROM độc quyền mà anh đang làm việc liên quan đến việc chơi các trò chơi điện tử với đồ họa 3D lên bảng. Sau cùng, Chủ tịch Sony Ohga quyết định giữ lại dự án sau khi được Kutaragi nhắc nhở về sự sỉ nhục mà ông phải chịu từ Nintendo. Tuy nhiên, trước sự phản đối mạnh mẽ từ đa số có mặt tại cuộc họp cũng như sự phản đối rộng rãi trong nội bộ đối với dự án của thế hệ giám đốc cũ của Sony, Kutaragi và nhóm của ông đã phải chuyển từ trụ sở chính của Sony sangSony Music , một tổ chức tài chính hoàn toàn riêng biệt thuộc sở hữu của Sony, để giữ lại dự án và duy trì mối quan hệ với Philips cho dự án phát triển MMCD (đã giúp dẫn đến việc tạo ra DVD). 
Theo nhà sản xuất Ryoji Akagawa của SCE và chủ tịch Shigeo Maruyama , có sự không chắc chắn về việc liệu bảng điều khiển có nên chủ yếu tập trung vào đồ họa sprite 2D hay đồ họa đa giác 3D hay không . Cuối cùng, sau khi chứng kiến sự thành công của Sega 's Virtua Fighter trong vườn Nhật Bản, Sony đã nhận ra 'sự chỉ đạo của PlayStation đã trở thành ngay lập tức rõ ràng' và đồ họa đa giác 3D đã trở thành tiêu điểm chính của giao diện điều khiển. 
Logo PlayStation được thiết kế bởi Manabu Sakamoto. Anh ấy muốn logo nắm bắt được sự hỗ trợ 3D của bảng điều khiển, nhưng thay vì chỉ thêm chiều sâu rõ ràng cho các chữ cái "P" và "S", anh ấy đã tạo ra một ảo ảnh quang học gợi ý các chữ cái có chiều sâu trong không gian. Sakamoto cũng sử dụng bốn màu chủ đạo tươi sáng là đỏ, vàng, xanh lục và xanh lam, chỉ cần điều chỉnh màu xanh lá cây để có sự hài hòa hơn trên logo. Sakamoto cũng thiết kế logo đen trắng dựa trên cùng một thiết kế, dành riêng cho những thời điểm không thể sử dụng màu sắc. 

### Sự hình thành của Sony Computer Entertainment
Tại Sony Music Entertainment, Kutaragi đã làm việc chặt chẽ với Shigeo Maruyama, Giám đốc điều hành của Sony Music, và cùng với Akira Sato để thành lập Sony Computer Entertainment Inc. (SCEI) vào ngày 16 tháng 11 năm 1993. Khối xây dựng của SCEI là mối quan hệ đối tác ban đầu của nó với Sony Music, điều này đã giúp SCEI thu hút tài năng sáng tạo vào công ty cũng như hỗ trợ SCEI trong việc sản xuất, tiếp thị và sản xuất đĩa, điều mà Sony Music đã và đang làm với Music Discs. Hai thành viên chủ chốt cuối cùng của SCEI là Terry Tokunaka, Chủ tịch SCEI từ trụ sở chính của Sony và Olaf Olafsson. Olafsson là Giám đốc điều hành và chủ tịch của Sony Interactive Entertainment có trụ sở tại New York vốn là công ty mẹ của Sony Computer Entertainment of America (SCEA) được thành lập năm 1994.
Dự án PlayStation, dự án chính thức đầu tiên của SCEI, cuối cùng đã được các nhà điều hành Sony bật đèn xanh vào năm 1993 sau một vài năm phát triển. Cũng trong năm 1993, Phil Harrison, người sau này trở thành Chủ tịch của SCE Worldwide Studios, đã được tuyển dụng vào SCEI để thu hút các nhà phát triển và nhà xuất bản sản xuất trò chơi cho nền tảng PlayStation mới của họ. 
Computer Gaming World vào tháng 3 năm 1994 đã báo cáo một tin đồn rằng "Sony PS-X" sẽ được phát hành tại Nhật Bản "trước cuối năm nay và sẽ có giá bán lẻ dưới 400 đô la".  Sau khi trình diễn kế hoạch phân phối của Sony cũng như các bản demo công nghệ của bảng điều khiển mới của hãng cho các nhà xuất bản và nhà phát triển trò chơi tại một khách sạn ở Tokyo vào năm 1994, nhiều nhà phát triển đã bắt đầu tiếp cận PlayStation. Hai trong số đó sau này trở thành đối tác lớn là Electronic Arts ở phương Tây và Namco Ở Nhật. Một trong những yếu tố thu hút các nhà phát triển đến với nền tảng này là việc sử dụng bảng điều khiển dựa trên CD-ROM có khả năng 3D, rẻ hơn và dễ sản xuất hơn nhiều so với bảng điều khiển đối thủ của Nintendo, vốn sử dụng hệ thống hộp mực. Cuối cùng, dự án đã có mặt tại các cửa hàng Nhật Bản vào tháng 12 năm 1994 và đạt được doanh số bán hàng lớn do giá bán thấp hơn so với đối thủ cạnh tranh của nó, Sega Saturn . Sự phổ biến của giao diện điều khiển đã lan rộng sau khi phát hành trên toàn thế giới ở Bắc Mỹ và Châu Âu.